# Wapen van Venhuizen
De gemeente Venhuizen heeft twee wapens gekend, het eerste wapen van Venhuizen bestond uit een dorre boom en het tweede wapen uit een dorre boom met een hartschild erboven. Dit laatste wapen was ook gekroond. Beide wapens zijn Westfriese boomwapens.

## Geschiedenis
Het eerst bekende wapen van Venhuizen is van 16 juni 1816. Het is een wapenvoorstelling die veelvuldig in West-Friesland voorkomt, namelijk een dorre boom met een kraai er in. Vergelijkbare wapens zijn die van Schellinkhout, Bovenkarspel en Grootebroek.
Er zijn verschillende verklaringen voor de betekenis van de dorre boom:
1. De boom staat voor het vergane leven en de vogel voor het nieuwe leven.
2. De boom staat voor een plaats waar recht gesproken werd, of mogelijk uitgevoerd werd (plaats van executie).

## Blazoenering
Het eerste wapen had de beschrijving:
Van lazuur beladen met een dorren boom, waarop ter regterzijde een vogel zit, en staande op een terras, alles van goud.
Dit wapen was in de rijkskleuren: blauw schild met een volledig goudkleurige voorstelling. Dus de dorre boom met daarop een vogel en de grond waar de boom in staat, waren alle van goud.
De beschrijving van het tweede wapen was als volgt:
In zilver een uitgerukte, vertakte, dorre boomstronk met 2 stammen van sabel, waarin 5 opvliegende kraaien van sabel, met geopende snavel en poten van keel, de 2 zittend op de linkerstam omgewend; in de vork van de boom een hartschild van azuur met een zilveren geopende burcht met 3 kantelen; een schildhoofd schuinrechts spitsgeruit van zilver en azuur. Het schild gedekt met een gouden kroon van 3 bladeren en 2 parels.
Dit schild was zilver van kleur, waarop een zwarte boomstronk stond met wortels en twee takken. In de takken vijf kraaien die wegvliegen. De kraaien zijn eveneens zwart, maar met rode geopende snavels en de poten eveneens rood. De twee kraaien op de heraldisch linker tak (voor de kijker rechts) kijken naar links. Tussen de twee takken, iets onder het midden van het schild, een hartschild, dit is blauw met een zilveren geopende burcht. De burcht heeft drie kantelen. Het schild heeft ook een schildhoofd, dat is schuinrechts spitsgeruit van zilver en blauw en is gedekt met een gravenkroon.
De burcht in het hartschild is een afgeleide van het wapen van Wijdenes. Zilver en blauw zijn de kleuren van Beieren. Ten tijde van de stadsrechtverlening aan Venhuizen en Hem in 1414 waren de hertogen van Beieren tevens graaf van Holland (in 1414 was dit Willem VI van Holland). Het wapen werd verleend op 18 november 1970.

## Vergelijkbare wapens
De volgende wapens hebben net als Venhuizen een (dorre) boom als element:

Wapen van Blokker
Wapen van Bovenkarspel
Wapen van Grootebroek
Het wapen van Hauwert, een dorpswapen
Wapen van Hoogwoud
Wapen van Midwoud
Wapen van Noorder-Koggenland
Wapen van Opmeer
Wapen van Scharwoude
Wapen van Schellinkhout
Wapen van Sijbekarspel
Wapen van Stede Broec
Wapen van Westwoud
Wapen van Wognum